# Dasygrammitis
Dasygrammitis, rod pravih paprati (papratnice) iz potporodice Grammitidoideae,. dio porodice Polypodiaceae, red Polypodiales. Kew ovaj rod tretira kao sinonim za Grammitis.
Postoje 3 vrste u tropskoj Aziji i Pacifiku. Rod je opisan u Gardens' Bulletin, Singapore 58(2): 238. 2007. Tipična je Dasygrammitis mollicoma (Nees & Blume) Parris. 

## Vrste
1. Dasygrammitis brevivenosa (Alderw.) Parris
2. Dasygrammitis crassifrons (Baker) Parris
3. Dasygrammitis fuscata (Blume) Parris
4. Dasygrammitis kinabaluensis Parris; sp. nov. in prep.
5. Dasygrammitis malaccana (Baker) Parris
6. Dasygrammitis mollicoma (Nees & Blume) Parris
7. Dasygrammitis purpurascens (Nadeaud) Parris
8. Dasygrammitis seramensis Parris; sp. nov. in prep.

## Sinonimi
Nema